# Cheilosia japonica
Cheilosia japonica är en tvåvingeart som först beskrevs av Herve-bazin 1914.  Cheilosia japonica ingår i släktet örtblomflugor, och familjen blomflugor. Inga underarter finns listade i Catalogue of Life.